# Benarty
Benarty è il nome con cui viene comunemente indicata l'area relativa alle ex città minerarie di Ballingry, Lochore e i villaggi di Crosshill e Glencraig.
L'area che si trova a nord di Lochgelly, Fife, Scozia, prende il nome dall'omonima collina.